# ب‌ام‌و ۳۲۶
ب‌ام‌و ۳۲۶ (BMW ۳۲۶) خودرویی است که در سال‌های ۱۹۳۶ تا ۱۹۴۱ (به تعداد ۱۵،۹۳۶) و در سال ۱۹۴۶ چند دستگاه تولید شده‌است.
طراحی آن خودروهای موتور جلو-محور عقب بوده طول آن در حالت طبیعی ۴٬۶۰۰ میلیمتر (۱۸۰ اینچ)، عرض آن در حالت طبیعی ۱٬۶۰۰ میلیمتر (۶۳ اینچ)، ارتفاع آن در حالت طبیعی ۱٬۵۴۰ میلیمتر (۶۱ اینچ) و وزن آن در حالت طبیعی ۱٬۱۰۰ کیلوگرم (۲٬۴۰۰ پوند) است.
موتور آن ۱۹۷۱ سی‌سی سامانه جعبه‌دندهٔ آن به صورت دستی است.